# 駿河台大学の人物一覧
駿河台大学の人物一覧（するがだいだいがくのじんぶついちらん）は、駿河台大学に関係する人物の一覧記事。

## 創立者
- 山崎春之 - 初代理事長・総長

## 創立時委員
- 和田英夫 - 明治大学教授
- 松本三之介 - 東京大学名誉教授

事務局として、他に学園側として駿河台学園教務部長 中塚晃介や、元文部官僚の久保田晃などが、大学創立時の理念などの制定に関わる委員を務めた。

## 歴代学長
- 初代：星川長七（1987年 - 1991年）、法学者
- 第2代：飯野利夫（1991年 - 1994年）、会計学者
- 第3代：和田英夫（1994年 - 1999年）、法学者
- 第4代：竹下守夫（1999年 - 2007年）、第2代総長、法学者
- 第5代：成田憲彦（2007年 - 2011年）、政治学者
- 第6代：川村正幸（2011年 - 2015年）、法学者
- 第7代：吉田恒雄（2015年 - 2019年）、法学者
- 第8代：大森一宏（2019年 - ）、経済学者

## 教職員
- 黒田基樹 - 法学部教授
- 市川紀子 - 経営経済学部教授
- 八田真行 - 経済経営学部講師

## 元教職員
- 井上久士 - 法学部教授
- 熊田俊郎 - 法学部教授
- 高垣行男 - 経済経営学部教授
- 水尾順一 - 経済経営学部教授
- 波多野宏之 - メディア情報学部教授
- 金容媛 - メディア情報学部教授
- 門馬幸夫 - 心理学部教授

## 出身者

### 学術・研究者
- 山崎善久 - 教育者
- 山下耕治 - 経済学者
- 市川紀子 - 会計学者

### 政治家
- 野崎孝男 - 中華民国行政院政務顧問、元練馬区議会議員（1期）
- 鈴木敦 - 衆議院議員（2期）、教育無償化を実現する会国会対策委員長、中退
- 大津力 - 参議院議員（1期）

### 企業
- 秋保徹 - ビックカメラ代表取締役社長兼社長執行役員
- 王宏烈 - 东明兴业科技股份有限公司（中国河北最大のプラスチック加工、電子部品メーカー）グループ総裁

### 小説家
- 斎樹真琴 - 小説家

### アナウンサー
- 新井秀和 - NHKアナウンサー

### スポーツ選手
- 清水徹郎 - カーリング選手
- 鈴木猛史 - アルペンスキー選手
- 若林康太 - 陸上選手、アジア陸上競技選手権大会ドーハ、男子4×400メートル金メダル
- 壮泰 - キックボクシング 日本王者
- 矢島陽平 - 元プロ野球選手
- 根井大輝 - プロ野球選手
- 樋口正修 - プロ野球選手
- 海渕萌 - カヌーイスト選手
- 足立和也 - カヌー選手
- 大島幸人 - 北陸電力ブルーサンダーの一員
- 松島良明 - 北陸電力ブルーサンダーの一員
- 小川里佳（英語版）- フィールドホッケー選手
- 坪井翔 - レーシングドライバー
- 矢澤一輝（英語版）- カヌースラローム選手
- 矢澤亜季（英語版）- カヌースラローム選手
- 田中雄己 -  カヤッククロス選手

### 芸能
- 上ちゃん - マキシマム ザ ホルモンのベース
- 佐藤貴史 - 俳優及び声優
- 川北和郁 - 俳優
- 平澤美智子 - タレント及び女優
- アキラ100% - お笑い芸人、2017年R-1グランプリ優勝